# Monte Sodadura
Il Monte Sodadura (2.010 m s.l.m.) è una montagna delle Prealpi Bergamasche che si trova in provincia di Bergamo.
Essa è una delle più importanti vette della Val Taleggio assieme ai vicini Monte Aralalta, Pizzo Baciamorti, e Corno Zuccone. Specialmente se osservato dai Piani di Artavaggio si presenta come una suggestiva piramide erbosa di forma pressoché perfetta, dalla cui sommità si gode di un ottimo panorama che spazia dalle Alpi Retiche, alle vette della Val Brembana (in particolare Cancervo, Venturosa, Sornadello e Tre Signori) fino alla Pianura Padana. 

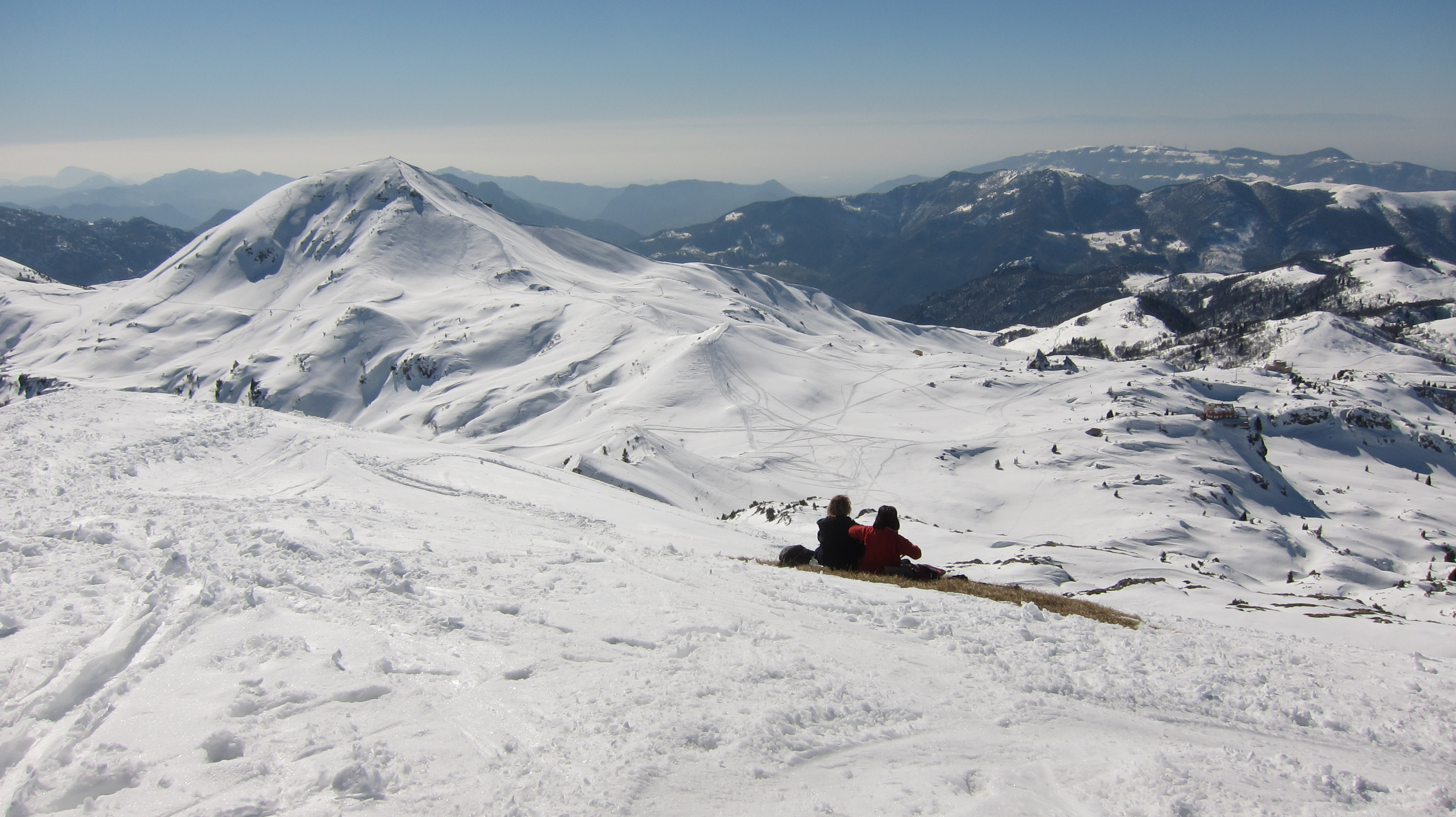
Il Sodadura (a sinistra) visto dalla Cima del Piazzo

## Collegamenti esterni

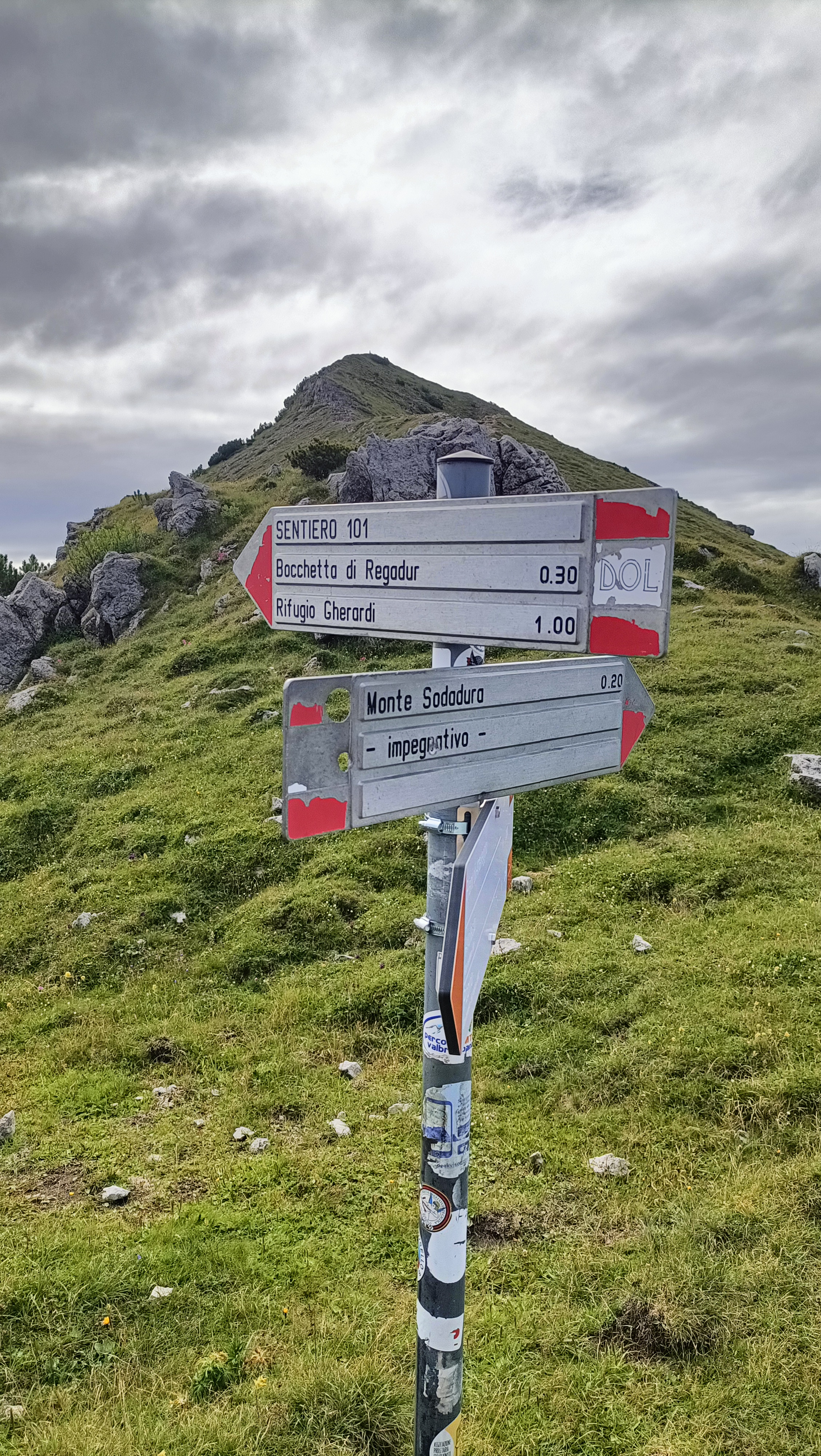
La segnaletica CAI all'inizio dello strappetto per la cima del Sodadura

## Salita alla vetta
Si può salire sulla vetta partendo dai Piani di Artavaggio, nei pressi del rifugio Nicola. In molti punti, essendo in cresta, il sentiero è molto esposto. Per questi motivi, è consigliato solo ad escursionisti esperti.